# 東
 (octobre 2020).
Si vous disposez d'ouvrages ou d'articles de référence ou si vous connaissez des sites web de qualité traitant du thème abordé ici, merci de compléter l'article en donnant les références utiles à sa vérifiabilité et en les liant à la section « Notes et références ».
Cae caractère chinois, décrit le point cardinal « Est ». Il est également utilisé en japonais (kanji), dans le même sens, et, depuis la moitié, du XX de façon très sporadique, en coréen et vietnamien, ayant également utilisé cette écriture pendant plus d'un millénaire.
En chinois, il comporte également une forme simplifiée (东), utilisé en Chine continentale, Singapour et Malaisie. Il est translittéré dōng en mandarin.
En japonais, il se lit ひがし (higashi) dans la prononciation kun et とう (tō) dans la prononciation on.
Son caractère Unicode est 6771.

## Exemples
- En chinois, 東 (dōng) » veut dire Est, et 東洋, dōngyāng, veut dire orient.
- En japonais, 東 (higashi) » veut dire est, et 東洋 (tōyō) veut dire orient. Ici, c'est la prononciation on qui est utilisée pour le mot orient.